# René Leverd
 (février 2010).
Si vous disposez d'ouvrages ou d'articles de référence ou si vous connaissez des sites web de qualité traitant du thème abordé ici, merci de compléter l'article en donnant les références utiles à sa vérifiabilité et en les liant à la section « Notes et références ».
René Leverd, né le 5 février 1872 à Hesdin (Pas-de-Calais) et mort à Paris le 30 mai 1938 à Paris, est un aquarelliste , affichiste et illustrateur français.

## Biographie
René Léon Alexandre Leverd naît le 5 février 1872 à Hesdin. Son père, Léon Alfred Leverd, natif d'Hesdin, employé principal de la Compagnie des chemins de fer de Paris à Lyon et à la Méditerranée, est aussi un peintre de nature morte, portraitiste, et collectionneur, il est élève de Jean Gigoux (1806-1894) et deviendra le premier maître de son fils René Leverd. Léon Alfred a comme autres élèves : Franc-Lamy (1855-1919) et Félix Pol Jobbé-Duval.
René Leverd expose ses œuvres en France, il reçoit une médaille d'argent au Salon des artistes français de 1891, et de nombreuses autres récompenses dans les salons.
Il se lancera également dans:  les arts décoratifs, en débutant aux Arts appliqués avec la décoration d'un buffet.
Il a été employé à l'hôtel de ville de Paris, conservateur du musée Galliera, et receveur des finances. Il fut ensuite reporter, puis, après vingt ans de métiers les plus variés, il se retira dans le sud de la France. 
Il a beaucoup voyagé et a peint outre les paysages du Pas-de-Calais, les canaux de Bruges, les paysages de Boghari, la Provence : Martigues, l'Île-de-France, la Bretagne, la Normandie, l'Italie et l'Afrique du Nord, dont Alger et Tunis.
Leverd se spécialise dans l'aquarelle. Ses croquis, au fusain, au crayon et à la plume, sont très nombreux. Il a peint en 1919, une aquarelle de sa maison du 6 rue Mansart à Versailles.
Il meurt à Paris le 30 mai 1938 à Paris.

## Œuvres

### Affiches
- Cycles Clément, 1910, Imprimerie E. Bougard, Paris, 159 × 117 cm ;
- Gladiator, Imprimerie E. Bougard, Paris, 70 × 51,5 cm.

### Illustrations
- Émile Langlade, Noyers-sur-Sereins, première édition : 1930. La Ferté-sous-Jouarre, Éd. GEDA, 1995.
- Jean Ott (1878-1935),  Les Trois aveugles de Compiègne, fabliau en 1 acte d'après le trouvère Cortebarbe, impr. O. Dousset, frotispice de René Leverd
- Jean Ott, Cinq fabliaux mis en pièces : Les Trois aveugles de Compiègne - L'oubliette- Les trois bossus - Le lardier - Sâdya -, impr O. Dousset, Paris, 1930-1932, dessin de D. O. Widhopff, René Leverd, L. Jonas, M.Q. Point
- Les rosiers de Zaâla, conte persan en un acte, avec un texte d'Émile Langlade, 1 vol., Paris, Éditions de la Maison des intellectuels, 1939.

## Œuvres dans les collections publiques

### France
- Paris :
  - ministère de la Défense : Rochefort-du-Gard[9] ;
  - ministère de l'Économie et des Finances :
    - La Rue traversière[10] ;
    - Gand[11] ;

  - palais de l'Élysée : Quai de l'Horloge[12] ;
  - Sénat : La Tour de Philippe-le-Bel[13] ;
  - localisation inconnue : les Angles, matinée ensoleillée[14] ;

### Gabon
- Libreville, consulat français (?) : Un lavoir à Gadagne[15] ;

### Roumanie
- Bucarest, musée national d'art de Roumanie : Le Jardin des Tuileries : la terrasse des Feuillants, 1918, aquarelle[16]

## Salons
- Salon des artistes français ;
- 1891 : 
  - Salon de l'école française ;
  - Salon d'hiver.

## Expositions
- galeries Georges-Petit, rue de Sèze, Paris ;
- galerie Reitlinger, rue La Boétie, Paris ;
- galerie Monsallut, rue Esquermoise, Paris ;
- salle TAETS, rue du Soleil, Gand ;
- galerie G.L Manuel Frères, rue de Presbourg, Paris ;
- exposition d'architecture de Strasbourg ;
- Société des peintres de montagne ;
- Société internationale des aquarellistes ;
- exposition Gâtera Brunner ;
- exposition d'Alger ;
- galerie Ecalle, faubourg Saint-Honoré, Paris ;
- exposition à la Société des tout petits, galerie Graat ;
- galerie Monna Lisa ;
- galeries Durand-Ruel, avenue de Friedland, Paris.

## Récompenses et distinctions
- 1891 : médaille d'argent au Salon des artistes français ;
- 1907 : médaille de vermeil pour Palais des Papes à Avignon au Salon ;
- 1908 : médaille d'argent au Franco-British Exhibition de Londres ;
- 1909 : Société pour la protection des paysages de France, diplôme d'honneur à l'exposition franco-britannique ;
- officier d'Académie le 6 mars 1909 ;
- diplôme de la Croix-Rouge française de l'Union des femmes de France le 31 juillet 1919 ;
- officier de l'Instruction publique le 16 février 1930 ;
- Rosati d’honneur le 5 juillet 1931[17].